# Розовогръб пеликан
Розовогръб пеликан (Pelecanus rufescens) е вид птица от семейство Пеликанови (Pelecanidae).

## Разпространение и местообитание
Разпространен е в Ангола, Бенин, Ботсвана, Бурунди, Габон, Гамбия, Гана, Гвинея, Гвинея-Бисау, Джибути, Египет, Еритрея, Етиопия, Замбия, Зимбабве, Йемен, Камерун, Кения, Демократична република Конго, Република Конго, Либерия, Мавритания, Малави, Мали, Мозамбик, Намибия, Нигер, Нигерия, Руанда, Саудитска Арабия, Свазиленд, Сенегал, Сиера Леоне, Сомалия, Судан, Танзания, Уганда, Централноафриканската република, Чад, Южен Судан и Южна Африка.